# Spider-Man (serie de televisión de 1994)
Spider-Man es una de las series de televisión estadounidenses protagonizadas por el superhéroe de Marvel Comics Spider-Man. La serie consta de 65 episodios, que se emitieron originalmente del 19 de noviembre de 1994 al 31 de enero de 1998; haciendo hasta ese momento la serie más extensa del hombre araña. La serie fue escrita por John Semper Jr y producida por Marvel Films Animation. Esta serie animada es también considerada la más exitosa de todas las series hechas del Hombre Araña.
Debido al "crossover" con los X-men en la 2.ª temporada, con la misma alineación de X-Men La Serie Animada, queda establecido que ambas series comparten el mismo universo. Además comparte el mismo universo con la segunda temporada de Iron Man.

## Argumento
La serie se basa en la vida de Peter Parker, después de que se haya transformado en Spider-Man.
En la serie también se desarrolla la vida amorosa con Mary Jane Watson, así como la relación de Spider-Man con la prensa y la mafia de Kingpin.
La primera temporada se basa sobre todo en la presentación de villanos, como: el Lagarto en el capítulo 1 de la primera temporada, La Noche del Lagarto, en el capítulo 4 Las Travesuras de Mysterio, en el capítulo 5 El Doctor Pulpo armado y peligroso, el Doctor Octopus. Un hecho destacable es la aparición del simbionte alienígena en los capítulos 7, 8 y 9 El Disfraz del Alien que le daría a Peter Parker un traje negro, que en el capítulo 8 rechazaría ya que se volvía más agresivo (esto se debe a que el simbionte se alimenta de la adrenalina), y después, en el capítulo 9 se uniría a Eddie Brock formando a Venom, siendo uno de los enemigos más peligrosos que Spider-Man logró vencer.
En la segunda temporada, el tema es la Pesadilla Neogenética en el que Spider-Man continuó con su mutación hasta convertirse en un Monstruo Araña (Man-Spider); en el 1 y 2 capítulo Los Seis Villanos aparecen los 6 Siniestros, como Seis Villanos, (una formación compuesta por Rino, Shocker, Doc. Octopus, Misterio, el Escorpión y el Camaleón), en el capítulo 4 El plan de los mutantes se da la aparición de los X-Men con la formación sacada de X-Men: La Serie Animada. En el capítulo 7 Llega el Castigador aparecen más personajes de Marvel, como The Punisher o Blade, en el capítulo 13 El graznido del Buitre aparece el Buitre, el cual, en el capítulo 14 La pesadilla final, con la ayuda del Dr. Connors, curaría involuntariamente a Spider-Man de su enfermedad.
En la tercera temporada, hay más personajes complejos y enemigos más difíciles como el Duende Verde, en el capítulo 4 La aparición del Duende Verde metiendo a Spider-Man en situaciones más complicadas. Además aparecen más héroes invitados: en el capítulo 1 El Doctor Extraño Doctor Strange, en el capítulo 10 El regreso de Venom Iron Man, y en el capítulo 6 Acusado Daredevil, y cabe destacar las apariciones de Madame Web, quien prepara a Spider-Man para el "mayor enfrentamiento de su vida", en el segundo capítulo Pide un deseo, la segunda en el capítulo 8 El Asesino Total, la tercera en el capítulo 9 Lápida, la quinta en el capítulo 10, El regreso de Venom, la sexta en el capítulo 11 La guerra de los duendes y la última aparición de esta temporada en el capítulo 12 Momento crucial. La temporada concluye con el capítulo 13, Cambio de Vista con la desaparición de Mary Jane y Norman Osborn.
De la cuarta temporada se destaca: la presentación de la La Gata Negra en el capítulo 3 La Gata negra y su corto romance con Spider-Man, la transformación de Harry Osborn en el Duende Verde en el capítulo 8 El regreso del Duende Verde, a lo largo de la temporada se nos muestra un Spider-Man medianamente amargado por la pérdida de Mary Jane y en proceso de ser un antiheroe, hasta que se da la inesperada reaparición de Mary Jane en el capítulo 8 La persecución de Mary Jane Watson aunque posteriormente se descubriría que es un clon.
En la quinta temporada, en la saga se adaptan grandes historias de los cómics Marvel. Primero, esta temporada inicia con la boda entre Peter y Mary Jane (clon) en el capítulo La boda. En el capítulo siguiente, se pasaría a la saga de los Seis Guerreros Olvidados, que se prolonga durante 5 episodios, desde el capítulo 2 hasta el 6, en la cual Peter Parker tiene que viajar a Moscú para descubrir el pasado de sus padres. En esta saga sobresale la historia de Estados Unidos en la Segunda Guerra Mundial y los planes de Red Skull para vencer a los Estados Unidos y conquistar el mundo. Además, aparecen de nuevo los Seis Villanos, pero con el Buitre entre sus filas en el capítulo 3 Legado sin reclamar, para lograr capturar el arma secreta de Red Skull. También aparecen de invitados en el capítulo 4 El secreto de los seis el Capitán América con los 6 guerreros olvidados (Whizzer, Ms América, El Destructor, La Maravilla Negra y Thunderer) y Red Skull, así como la creación de Electro en el capítulo siguiente, cabe destacar también las apariciones de Silver Sable como mercenaria.
Durante la luna de miel de Peter y Mary Jane, con la reaparición de Hydro-Man (clon) en el capítulo 7 de la quinta temporada, El retorno de Hidroman, se daría a conocer al final del capítulo que Mary Jane es realmente una clon de la original creada por Miles Warren a partir de células del Hydro-Man original, en el capítulo siguiente, la inestabilidad de los clones (el de Hydro-Man y el de Mary Jane) los llevaría a su trágica muerte.
A partir de capítulo 5 de la quinta temporada vendrá una versión reducida de Secret Wars. Se diferencia de los cómics en que Beyonder toma a villanos distintos. Estos son Red Skull y Alistair Smythe, manteniendo a Doctor Octopus, Doctor Doom y el Lagarto. Por su parte, en el capítulo 9 La Llegada Spider-Man elige como héroes a Los 4 Fantásticos (en la versión del cómic sólo van tres, la Mujer Invisible se queda porqué está embarazada de su segundo hijo) Iron Man (en los cómics, James Rhodes va en el lugar de Tony), Storm (en la versión del cómic van los X-Men, salvo Kitty Pryde) y el Capitán América. En el capítulo 10 de la quinta temporada El guantelete de Red Skull se les unirían El Lagarto (con el cerebro de Connors) y la Gata Negra (Reemplazando, de cierta forma, a Hulk y a She Hulk respectivamente) y un hecho importante es el intento del Doctor Doom por vencer a Beyonder y ganar la omnipotencia en el capítulo 11 de la quinta temporada Guerras secretas - Doom. Además, en la serie el líder del grupo es Spider-Man y no el Capitán América.
Durante dos capítulos, el 12 y el 13 de la quinta temporada aparecería la saga Guerra arañas, en la que Madame Web vuelve con distintas versiones de Spider-Man.
Estas son:
- Un Spider-Man que es millonario y tiene una armadura como Iron Man (quien tiene a Gwen Stacy de novia en su propia dimensión)
- Otro que tiene los brazos semejantes al del Doc. Octopus
- Un Spider-Man de 6 brazos con la mutación en araña que sufrió a medio evolucionar, aunque al final del capítulo 12 Como detesto los clones finaliza y se convierte en Man-Spider.
- La Araña Escarlata (Ben Reilly), clon de Spider-Man (o el original) en su universo (cabe destacar que la 2.ª Saga del Clon está en desarrollo).
- Uno que no tiene superpoderes, sino que es un actor que hace la serie de Spider-Man en la realidad.

En el capítulo 12 Como detesto los clones van a la realidad del Spider-Man clon (Ben Reilly), en la que está un Spider-Man aliado con el simbionte de Carnage quien tiene la intención de destruir el Multiverso o inclusive el Omniverso.
En el capítulo 13 de la quinta temporada Hasta Luego viaja a la realidad donde es millonario, pero el Spider-Carnage sigue intentando destruir el mundo y se alía con Kingpin, el abogado de Spider-Man, después que Spider-Man ve que su versión millonario no ha cometido errores piensa que solo alguien podría ayudarlo y ese es el tío Ben Parker de ese mundo que está vivo y tras ayudar al Spider-Man del universo del clon a recuperar el sentido de la responsabilidad (este, siguiendo en el capítulo 13, se sacrifica para destruir al simbionte maligno que lo controla). Tras esto, siempre dentro del mismo capítulo, Spider-Man viaja a la realidad del actor donde conoce a Stan Lee (creador de Spider-Man) con quien entabla un pequeño diálogo, agradeciendole por haberlo creado. Finaliza la serie viajando en el espacio-tiempo con Madame Web para encontrarse con la verdadera Mary Jane. La serie tristemente fue cancelada y quedando inconclusa.
Adicionalmente este Spider-Man hace un cameo en la serie X-Men en el V y último episodio de La Saga Fénix de la tercera temporada titulado "Hijo de la luz", en el que se le ve salvando civiles.
Debido a su cancelación y final abierto, se lanzó un sketch de los primeros minutos de lo que pudo ser el episodio 66, en el que Spider-Man queda a la deriva en una dimensión desértica.

## Personajes de la serie
En esta serie se animaron por primera vez los personajes de Blade, Carnage, Hydro-Man y Venom; la ausencia de Sandman se debió a su aparición como villano en una película de James Cameron que finalmente nunca se rodó (sin embargo Electro si pudo aparecer, aunque en la 5.ª temporada y no como Max Dillon).

### Héroes
Se especuló que Spider-Woman aparecería en la serie, pero esto no sucedió.
- Spider-Man / Peter Parker
- Gata Negra / Felicia Hardy
- Madame Web / Cassandra Webb

### Villanos
- Silver Sable
- El Duende Verde / Norman Osborn
- Kingpin / Wilson Fisk
- Venom / Eddie Brock
- El Duende Verde II / Harry Osborn
- Doctor Octopus / Dr. Otto Octavius
- Spider-Carnage / Peter Parker
- Silvermane
- Carnage / Cletus Kasady
- Simbiontes
- Camaleón / Dmitri Smerdyakov
- Morbius / Michael Morbius
- Scorpion / Mac Gargan
- Shocker / Herman Schultz
- Lápida / Lonnie Lincoln
- Araña-Hombre / Peter Parker
- Rhino / Alex O'Hirm
- Mysterio / Quentin Beck
- El Duende / Hobgoblin / Jason Macendale Jr
- Spot / Dr. Jonathan Ohnn
- Electro
- El Buitre / Adrian Toomes
- Hammerhead
- Kraven, el Cazador / Sergei Kravinoff
- Hidroman / Morris Bench
- Miles Warren
- Lagarto / Dr. Curt Connors
- Alistair Smythe / Mata arañas
- J. Jonah Jameson (enemigo de Spider-Man)

### Civiles y aliados
- Liz Allan
- Ana Watson
- May Parker
- Ben Parker
- Richard Parker
- Mary Parker
- Walter Hardy
- Debrah Whitman
- Flash Thompson
- Robbie Robertson
- Mary Jane Watson
- Mary Jane Watson (clon)
- Harry Osborn (1.ª-3.ª temporada)
- Doctor Connors
- J. Jonah Jameson (aliado de Peter Parker)
- Gwen Stacy
- Spiderman (actor)

### Otros Héroes/Invitados
Se especuló que Hulk, She-Hulk, Ghost Rider o Thor iban a tener una aparición, sin embargo no sucedió. Se consideró un capítulo con Hulk en la 2.ª temporada y una aparición con She-Hulk en las Secret Wars, sin embargo con el estreno de su propia serie animada, se perdieron sus derechos; Ghost Rider iba a aparecer en una 6.ª temporada cancelada, en el que Spiderman y Ghost Rider se aliasen para vencer a un regreso de Mysterio y Dormammu, sin embargo la serie quedó inconclusa.
- X-men: Con la misma alineación de X-men la serie animada
  - Profesor X
  - Wolverine (Guepardo/Lobezno)
  - Cíclope
  - Jean Grey
  - Rogue (Titania/Pícara)
  - Gambito
  - Tormenta
  - Bestia
  - Júbilo
- Nick Fury
- Iron Man / Tony Stark
- Seis Guerreros Americanos:
  - Capitán América / Steven Rogers
  - Whizzer
  - Ms América
  - Destructor
  - Black Marvel
  - Thunderer
- Máquina de Guerra / James "Rhodey" Rhodes
- Blade
- Punisher / Frank Castle
- Doctor Extraño / Stephen Strange
- Wong
- Daredevil / Matt Murdock
- 4 fantásticos:
  - Mr. Fantastico / Reed Richards
  - La Mujer Invisible / Susan Storm
  - La Antorcha Humana / Johnny Storm
  - La Cosa / Ben Grimm
- Beyonder (Neutral)
- Spider-Men:
  - Araña Escarlata / Ben Reilly
  - Spider-Man 6 Brazos / Six-Armed Spider-man / Peter Parker
  - Spider-Man millonario / Armored Spider-man / Peter Parker
  - Spider-Man Octopus / Peter Parker

### Villanos Invitados
Se especuló la aparición de Magneto para el crossover con X-Men: La Serie Animada o Secret Wars, pero no sucedió
- Cráneo Rojo / Johan Smicht
- Doctor Doom / Victor Von Doom
- Dormammu
- Barón Mordo
- Reina Vampiro
- Centinelas

## Actores de doblaje
| Personaje                       | Voz original (EE. UU.)                                    | Doblaje en España              | Doblaje en Hispanoamérica                                                                                             |
| ------------------------------- | --------------------------------------------------------- | ------------------------------ | --- |
| Peter Parker/Spider-Man         | Christopher Daniel Barnes                                 | Juan Antonio Arroyo            | Armando Coria |
| Mary Jane Watson                | Sara Ballantine                                           | Pilar Santigosa                | Ruth Toscano |
| Harry Osborn                    | Maxwell Caulfield                                         | Abraham Aguilar                | Ricardo Mendoza (hasta la temporada 2) Ernesto Lezama                                                                 |
| Kingpin                         | Roscoe Lee Browne                                         | Carlos Kaniowsky               | Marcos Patiño |
| May Parker                      | Linda Gary                                                | María Romero                   | Norma Iturbe |
| J. Jonah Jameson                | Edward Asner                                              | Juan Fernández                 | Álvaro Tarcicio Daniel Abundis (algunos episodios)                                                                    |
| Norman Osborn/Duende Verde      | Neil Ross                                                 | Chema Lara                     | Ismael Castro Miguel Ángel Ghigliazza (algunos episodios) Alejandro Illescas (1 episodio) Armando Coria (2 episodios) |
| Morbius                         | Nick Jameson                                              | Luis Bajo                      | Paco Mauri (1.ª aparición) Herman López (Resto) Roberto Mendiola (2 episodios)                                        |
| Chong-Yu Dragon Shaolin         | Lauren Tom                                                | Marta Barbará                  | Angelines Santana |
| Rhino                           | Don Stark                                                 |                                | Eduardo Borja |
| Shocker                         | Jim Cummings                                              | Juan Luis Rovira Carlos Ysbert | Mario Raúl López José Luis Reza (algunos episodios)                                                                   |
| Hobgoblin                       | Mark Hamill                                               | Iñaki Crespo                   | Paco Mauri Ricardo Tejedo (algunos episodios)                                                                         |
| Dr. Octopus/Otto Octavius       | Efrem Zimbalist Jr.                                       | Mario Martín                   | Armando Réndiz |
| Escorpión/Max Gargan            | Marin Landau (hasta temp. 2) Richard Moll (desde temp. 4) | Luis Marín                     | Ricardo Hill José Luis Reza (algunos episodios)                                                                       |
| Dr. Connors/Lagarto             | Joseph Campanella                                         | Carlos Kaniowsky               | Paco Mauri Marcos Patiño (1 episodio) Yamil Atala (1 episodio)                                                        |
| Eddie Brock/Venom               | Hank Azaria                                               | Antonio Esquivias              | Ricardo Mendoza |
| Misterio/Quentin Beck           | Gregg Berger                                              | Miguel Ángel Godó              | Miguel Ángel Ghigliazza Ricardo Tejedo (1 episodio)                                                                   |
| Silvermane                      | Jeff Corey                                                | Miguel Ángel Godó              | Ismael Castro (2 episodios) César Arias                                                                               |
| Hammerhead                      | Nicky Blair                                               | Mario Martín                   | Herman López (2 episodios) Marcos Patiño                                                                              |
| Lápida                          | Dorian Harewood                                           | Miguel Zúñiga                  | Alfonso Ramírez |
| Adrian Toomes/Buitre            | Eddie Albert                                              | José Padilla                   | Ricardo Hill |
| Mancha o Punto                  | Oliver Muirhead                                           | Richard Del Holmo              | Víctor Hugo Aguilar                                                                                                   |
| Matt Murdock/Daredevil          | Edward Laurence Albert Jr.                                | Miguel Ángel Del Hoyo          | Alfonso Ramírez |
| Carnage/Cletus Kasady           | Scott Cleverdon                                           | Roberto Encinas                | Roberto Mendiola |
| Barón Mordo                     | Tony Jay                                                  | Carlos Ysbert                  | Herman López Alejandro Illescas (1 episodio)                                                                          |
| Dormmamu                        | Ed Gilbert                                                | Miguel Zúñiga                  | Javier Rivero |
| Doctor Strange                  | John Vernon                                               | Antonio Esquivias              | Alejandro Illescas |
| The Punisher                    | John Beck                                                 | Chema Lara Antonio Villar      | César Soto |
| Ben Parker                      | Brian Keith                                               | Carlos Revilla                 | Jorge Fink |
| Madame Web                      | Joan Boocock Lee                                          | Celia Ballester                | Liza Willert |
| Capitán América                 | David Hayter                                              | Antonio Villar                 | Armando Coria (1.ª aparición) Javier Rivero                                                                           |
| Kraven                          | Gregg Berger                                              | Chema Lara                     | Alfonso Ramírez |
| Electro/Maxwell Dillon          | Philip Proctor                                            | Antonio Miguel Fernández Ramos | Ricardo Tejedo |
| Red Skull                       | Earl Boden                                                | José Padilla                   | Alejandro Illescas |
| Lobezno                         | J. Cathal Dodd                                            | Antonio Esquivias              | Herman López |
| Tormenta/Ororo Monroe           | Alison Sealy-Smith                                        | Yolanda Pérez Segoviano        | Magda Giner |
| Bestia                          | George Buza                                               | Miguel Zúñiga                  | Mario Sauret |
| Charles Xavier                  | Cedric Smith                                              | Miguel Zúñiga                  | Alejandro Illescas |
| Blade                           | J.D. Hall                                                 | David García Vázquez           | Roberto Mendiola Alejandro Illescas (1 episodio) Marcos Patiño (1 episodio)                                           |
| Tony Stark/Ironman              | Robert Hays                                               | Antonio Miguel Fernández Ramos | Mario Castañeda Alejandro Illescas [3 episodios]                                                                      |
| Máquina de Guerra/Jim Rhodes    | Edward Avery                                              | Daniel Sánchez (actor)         | Marcos Patiño (1 episodio) Ricardo Hill                                                                               |
| Larry                           |                                                           |                                | Ricardo Mendoza |
| Teniente Terry Lee              | Dawnn Lewis                                               | Lucía Esteban                  | Gabriela Willert (1.ª aparición) Mónica Manjarrez                                                                     |
| Maussie                         | Anne-Marie Johnson                                        | Ana María Marí                 | Anabel Méndez |
| Dr. Farley Stillwell            |                                                           |                                | Herman López (1.ª aparición) César Soto                                                                               |
| John Hardesky/Gato              |                                                           |                                | Mario Raúl López |
| Dinah                           |                                                           |                                | Cristina Hernández |
| Debra Withman                   | Liz Georges                                               | Eva Díez                       | Ana María Grey |
| Dra. Mariah Crawford            | Susan Breubian                                            | Paloma Escola                  | Anabel Méndez Maru Guerrero (1 episodio)                                                                              |
| Peter Parker (niño)             |                                                           |                                | Enzo Fortuny |
| Dra. Ashley Kafka               | Barbara Goodson                                           |                                | Laura Ayala (1.ª Aparición) Anabel Méndez                                                                             |
| Mujer Lagarto                   |                                                           |                                | Norma Echevarría |
| Margaret Connors                | Giselle Loren                                             |                                | Anabel Méndez |
| Beyonder                        | Earl Boen                                                 | Héctor Cantolla                | Pedro D'Aguillon Jr. Juan Alfonso Carralero (algunos episodios)                                                       |
| Reed Richards/Mr. Fantástico    | Cam Clarke                                                | Luis Mas                       | Paco Mauri |
| Johnny Storm/La Antorcha Humana | Quinton Flynn                                             | Jon Crespo                     | Roberto Mendiola |
| Ben Grimm/La Cosa               | Patrick Pinney                                            | Miguel Zúñiga                  | Alfonso Ramírez |
| Doctor Doom                     | Tom Cane                                                  | Juan Miguel Cuesta             | Armando Coria |
| Stan Lee                        | Stan Lee                                                  | Daniel Dicenta                 | Pedro D'Aguillon Jr.                                                                                                  |

## Emisión internacional
- Hispanoamérica: Fox Kids, Jetix
- Argentina: Telefe de lunes a viernes a las 16:00hs canal 13 de lunes a viernes a las 10:00hs Magic Kids América TV, Magazine TV
- Chile: Canal 13
- Ecuador: RTS, Ecuador TV (Canal 7) y Teleamazonas , Canal Armonía TV (2024)
- El Salvador: Canal 2
- Paraguay: Red Guaraní, Personal SAT Paravisión, Tigo SAT Network y VCC Satelital
- Perú: América Televisión, Panamericana Televisión y ATV
- México: Canal 5, Azteca 7
- Uruguay: Canal 10
- Venezuela: Televen
- España: Antena 3, Fox Kids y Jetix
- Estados Unidos: Fox Kids, The WB